# Escudo de Jaén
El Escudo de la ciudad de Jaén está compuesto por los mismos elementos que forman el escudo provincial careciendo de escusón, esto es campo cuartelado, el primer y el cuarto cuartel de oro y el segundo y el tercero de gules. Bordura de catorce compones: siete de gules, con un castillo de oro almenado de tres almenas, mazonado de sable y aclarado de gules, alternados con siete de argén, con un león rampante de púrpura, linguado de gules, uñado y coronado de oro. Todo el conjunto aparece rodeado por una cinta en la que figura escrito en letras de sable el lema:

MUY NOBLE Y MUY LEAL CIUDAD DE JAÉN GUARDA Y DEFENDIMIENTO DE LOS REYNOS DE CASTILLA

Al timbre, Corona Real cerrada, que es un círculo de oro, engastado de piedras preciosas, compuesta de ocho florones de hojas de acanto, visible cinco, interpoladas de perlas y de cuyas hojas salen sendas diademas sumadas de perlas, que convergen en el mundo de azur o azul, con el semimeridiano y el ecuador en oro, sumado de cruz de oro. La corona forrada de gules o rojo.

## Historia
Una vez reconquistada la ciudad de Jaén, el Rey Fernando III de Castilla le concedió por armas las de sus banderas, el cuartelado de Castilla y León. También le concedió un pendón carmesí, propio del reino de Castilla, al igual que la intitulación 

Muy noble, famosa y muy leal ciudad, guarda y defendimiento de los reinos de Castilla

Posteriormente, en 1368, Muhammed V, Rey de Granada, ayudado por Pedro I de Castilla a través de Pero Gil, ataca y quema la ciudad, desapareciendo los privilegios concedidos en el incendio del ayuntamiento.
Una vez terminada la primera guerra civil castellana, el Rey Enrique II de Castilla, restituye los privilegios con los que la ciudad contaba, destacando el papel que ésta había tenido antes, durante y después de su reinado, frente a la amenaza que suponía el reino de Granada y sus enemigos.

“... por quanto sopimos por çierto que la muy noble çibdad de Jahen e muy famosa, guarda e defendimiento de los nuestros Reynos, ovo muy grandes merçedes e privillejios del rey Don Fernando que Dios perdone, que la gano e confirmado de los reyes onde nos venimos e del rey Don Alonso nuestro padre, que Dios perdone, que la gano, e confirmados de los Reyes onde Nos venimos, e porque los de la dicha çibdad nos mostraron en commo los dichos previllegios fueron rrobados e levados quando la dicha çibdad fue destruida de los moros ...
Documento de 1504 en el Archivo de Simancas.